# راخیف
راخیف (به اوکراینی: Рахів) شهری در استان زاکارپاتیا است که در کشور اوکراین قرار دارد. جمعیت این شهر ۱۵,۵۹۶ نفر (۲۰۲۱ تخمینی) است.